# Ali Zafar
Ali Zafar est un acteur, chanteur et peintre pakistanais né à Lahore en 1980. Sa réussite dans l'industrie de Bollywood a permis à d'autres Pakistanais de tenter leur chance.

## Biographie
Ali Zafar est né dans une famille pendjabi. Son père, Mohammad Zafarullah, et sa mère, Kanwal Ameen, étaient tous deux professeurs à l'Université du Pendjab.

## Filmographie
- 2010 : Tere Bin Laden : Ali Hassan
- 2011 : Luv Ka The End : Freddy Kapoor
- 2011 : Mere Brother Ki Dulhan : Luv Agnihotri
- 2012 : London, Paris, New York : Nikhil Chopra
- 2013 : Chashme Baddoor : Siddharth Kashyap (Sid)
- 2014 : Total Siyapaa : Aman
- 2014 : Kill Dil : Tutu
- 2016 : Tere Bin Laden: Dead or Alive : Ali Hassan (Ali Zafar)
- 2016 : Lahore Se Aagey : (Ali Zafar)
- 2016 : Dear Zindagi : Rumi